# ガイドチャンネル
ガイドチャンネルとは、
1. （アナログ）テレビ放送を、GコードおよびGガイドによってビデオ録画するために割り当てられていたチャンネル。本項で記述する。
2. ケーブルテレビにおいて、各放送局の放送内容を紹介するチャンネル。

## 概要
アナログテレビ放送は送信されている周波数帯に応じチャンネル番号（デジタル放送開始後は物理チャンネルともいう）が設定されていた。そのため、副親局（コールサイン付きの基幹中継局）や中継局を受信している地域では番組表に掲載されていたGコードでは一部を除き無意味なものとなるため、それに伴い考案されたのがガイドチャンネルであった。
民放では、原則親局のチャンネル番号が使用されているが、一部後発局などでは、隣接地域に同じチャンネル番号を使用する放送局があるなどの理由で親局のチャンネルと異なることもあった。1992年頃から2000年代中盤までに発売されたGコード対応の録画機（テレビデオを含む）などで使用されていた。
NHKでは関東基準で、総合を1ch、教育を3chとすると、地方で番号が異なったこと、1chが民間放送の親局に割り当てられている地域もあったことから、全国一律で総合80ch、教育90chとしていた。例えば、テレビの初期設定では、関東基準でポジション1をガイドチャンネル80、ポジション3をガイドチャンネル90に設定されているテレビもあった。
後にサービスが開始されたアナログGガイドにおいてもガイドチャンネルが基準となっていた。
なお、当然ながら2011年7月24日のデジタル放送の原則完全移行によりGコードおよびアナログGガイドサービス自体の廃止に伴い、ガイドチャンネルは存在自体が完全に廃れた（ただし、岩手・宮城・福島の3県の地上アナログ放送は東日本大震災の影響による延期で2012年3月31日で終了した）。

## 主な放送局のガイドチャンネル
放送局の配列法は、関東広域圏と近畿広域圏はアナログ放送の親局のチャンネル順、その他の地域・全国は開局順（ただし、岡山県・香川県の瀬戸内海放送と岡山放送は開局日が同日なのでアナログ放送の親局のチャンネル順で、また福岡県は福岡市内での開局順）とした。
太字の局はアナログ放送の親局と異なる局で、括弧内にアナログ放送の親局を記述する。

### 全国
地上波
- NHK総合テレビジョン 80
- NHK教育テレビジョン 90

衛星波
- NHK衛星第1テレビジョン 74
- NHK衛星第2テレビジョン 76
- WOWOW 73

### 北海道
- 北海道放送 1
- 札幌テレビ放送 5
- 北海道テレビ放送 35
- 北海道文化放送 27
- テレビ北海道 17

### 東北地方

#### 宮城県
- 東北放送 1
- 仙台放送 12
- 宮城テレビ放送 34
- 東日本放送 32

#### 青森県
- 青森放送 1
- 青森テレビ 38
- 青森朝日放送 34

#### 岩手県
- IBC岩手放送 6
- テレビ岩手 35
- 岩手めんこいテレビ 33
- 岩手朝日テレビ 20（31[2]）

#### 秋田県
- 秋田放送 11
- 秋田テレビ 37
- 秋田朝日放送 31

#### 山形県
- 山形放送 10
- 山形テレビ 38
- テレビユー山形 36
- さくらんぼテレビジョン 30

#### 福島県
- 福島テレビ 11
- 福島中央テレビ 33
- 福島放送 35
- テレビユー福島 31

### 関東地方

#### 関東広域圏
関東広域圏は東京都・茨城県・栃木県・群馬県・埼玉県・千葉県・神奈川県。なお、アナログ放送での開局順は、日本テレビ放送網→TBSテレビ→テレビ朝日→フジテレビジョン→テレビ東京→放送大学の順だった。
- 日本テレビ放送網 4
- TBSテレビ 6
- フジテレビジョン 8
- テレビ朝日 10
- テレビ東京 12
- 放送大学 16

#### 東京都
- 東京メトロポリタンテレビジョン 14

#### 栃木県
- とちぎテレビ 23（31[3]）

#### 群馬県
- 群馬テレビ 48

#### 埼玉県
- テレビ埼玉 38

#### 千葉県
- 千葉テレビ放送 46

#### 神奈川県
- テレビ神奈川 42

### 中部地方

#### 新潟県
- 新潟放送 5
- 新潟総合テレビ 35
- テレビ新潟放送網 29
- 新潟テレビ21 21[4]

#### 富山県
- 北日本放送 1
- 富山テレビ放送 34
- チューリップテレビ 32

#### 石川県
- 北陸放送 6
- 石川テレビ放送 37
- テレビ金沢 33
- 北陸朝日放送 25

#### 福井県
- 福井放送 11
- 福井テレビジョン放送 39

#### 山梨県
- 山梨放送 5
- テレビ山梨 37

#### 長野県
- 信越放送 11
- 長野放送 38
- テレビ信州 30
- 長野朝日放送 20

#### 静岡県
- 静岡放送 11
- テレビ静岡 35
- 静岡朝日テレビ 33
- 静岡第一テレビ 31

#### 中京広域圏
中京広域圏は愛知県・岐阜県・三重県。
- 中部日本放送 5
- 東海テレビ放送 1
- 名古屋テレビ放送 11
- 中京テレビ放送 35

#### 愛知県
- テレビ愛知 25

#### 岐阜県
- 岐阜放送 37

#### 三重県
- 三重テレビ放送 33

### 近畿地方

#### 近畿広域圏
近畿広域圏は大阪府・滋賀県・京都府・兵庫県・奈良県・和歌山県。なお、アナログ放送での開局順は、朝日放送→讀賣テレビ放送→関西テレビ放送→毎日放送の順だった。
- 毎日放送 4
- 朝日放送 6
- 関西テレビ放送 8
- 讀賣テレビ放送 10

#### 大阪府
- テレビ大阪 19

#### 滋賀県
- びわ湖放送 30

#### 京都府
- 京都放送 34

#### 兵庫県
- サンテレビジョン 36

#### 奈良県
- 奈良テレビ放送 55

#### 和歌山県
- テレビ和歌山 30

### 中国・四国地方

#### 広島県
- 中国放送 4
- 広島テレビ放送 12
- 広島ホームテレビ 35
- テレビ新広島 31

#### 山口県
- 山口放送 11
- テレビ山口 38
- 山口朝日放送 28

#### 鳥取県・島根県
- 日本海テレビジョン放送 1
- 山陰放送 10
- 山陰中央テレビジョン放送 34

#### 岡山県・香川県
- 山陽放送 11
- 西日本放送 9
- 瀬戸内海放送 33（25[5]）
- 岡山放送 35
- テレビせとうち 23

#### 徳島県
- 四国放送 1

#### 愛媛県
- 南海放送 10
- テレビ愛媛 37
- あいテレビ 29
- 愛媛朝日テレビ 25

#### 高知県
- 高知放送 8
- テレビ高知 38
- 高知さんさんテレビ 40

### 九州・沖縄地方

#### 福岡県
福岡県でのアナログ放送の開局順は、RKB毎日放送→テレビ西日本→九州朝日放送→福岡放送→TVQ九州放送の順だった。ただしテレビ西日本は北九州市で先に開局したため、福岡市内ではテレビ西日本よりも九州朝日放送の放送が早かった。
- RKB毎日放送 4
- 九州朝日放送 1
- テレビ西日本 9
- 福岡放送 37
- TVQ九州放送 19

#### 佐賀県
- サガテレビ 36

#### 長崎県
- 長崎放送 5
- テレビ長崎 37
- 長崎文化放送 27
- 長崎国際テレビ 25

#### 熊本県
- 熊本放送 11
- テレビ熊本 34
- 熊本県民テレビ 22
- 熊本朝日放送 16

#### 大分県
- 大分放送 5
- テレビ大分 36
- 大分朝日放送 24

#### 宮崎県
- 宮崎放送 10
- テレビ宮崎 35

#### 鹿児島県
- 南日本放送 1
- 鹿児島テレビ放送 38
- 鹿児島放送 32
- 鹿児島讀賣テレビ 30

#### 沖縄県
- 沖縄テレビ放送 8
- 琉球放送 10
- 琉球朝日放送 28